# Spider-Man (jeu vidéo, 1984)
Spider-Man (ou Questprobe featuring Spider-Man) un jeu vidéo d’aventure développé par  Scott Adams et publié par Adventure International en 1984 sur TRS-80 avant d’être porté, entre autres, sur Acorn Electron, Apple II, Atari 8-bit, BBC Micro, Commodore 16, Commodore 64 et ZX Spectrum. Il est le deuxième volet de la série  Questprobe (après The Hulk) développé en collaboration entre Marvel Comics et mettant en scène des superhéros de la franchise Marvel comme Hulk, Spider-Man, les Quatre Fantastiques ou Docteur Strange,. Le joueur incarne Peter Parker, un jeune photographe qui, après avoir été mordu par une araignée, devient le super-héros Spider-Man. Dans le jeu, il affronte le concepteur d’effets spéciaux Quentin Beck, plus connu sous le nom de Mysterio.

## Accueil
| Spider-Man                        |      |       |
| Média                             | Pays | Notes |
| Commodore Computing International | GB   | 4/5   |
| Crash                             | GB   | 8/10  |
| Home Computing Weekly             | GB   | 3/5   |
| Your Computer                     | GB   | 3/5   |